# Hannu Patronen
Hannu Patronen, né le 23 mai 1984 à Järvenpää en Finlande, est un footballeur finlandais qui évolue au poste de défenseur central.

## Biographie

### En sélection
Hannu Patronen honore sa première sélection avec l'équipe nationale de Finlande le 2 février 2008, lors d'un match amical contre la Pologne. Il entre en jeu en fin de match à la place de Markus Halsti, et son équipe s'incline (1-0).

## Palmarès
Helsingborgs IF
- Championnat de Suède
  - Vainqueur (1) : 2011
- Coupe de Suède
  - Vainqueur (1) : 2010
- Supercoupe de Suède
  - Vainqueur (1) : 2011

 HJK Helsinki
- Championnat de Finlande
  - Vainqueur (1) : 2017